# Thung lũng Sông, Singapore
Thung lũng Sông là một khu quy hoạch nằm trong khu Trung Hoàn (Central Area) của Vùng Trung tâm (Central Region) Singapore. Khu quy hoạch này tiếp giáp với Orchard ở phía Bắc, Nhà bảo tàng (Museum) ở phía Đông, Đông Lăng (Tanglin) ở phía Tây và sông Singapore về phía Nam.